# 氯化铵
氯化铵（化学式：NH4Cl）无色立方晶体或白色结晶，其味鹹凉有微苦。易溶于水和液氨，并微溶于醇；但不溶于丙酮和乙醚。水溶液呈弱酸性，加热时酸性增强。
由于铵离子的配位性，氯化铵溶液对金属有腐蚀性，特别对铜腐蚀更大。

## 制備
氯化铵由氨气与氯化氢或氨水与盐酸发生中和反应得到，由氨氣與氯化氫合成的反應過程中會產生白煙。
{\displaystyle {\ce {NH3 + HCl -> NH4Cl}}}

## 反应
加热时，氯化铵分解为氯化氢及氨气：
{\displaystyle {\ce {NH4Cl <=> NH3 ^ + HCl ^}}}
備註：如果容器是开放体系，此反应只向右进行。
同時，氯化銨跟鹼（氫氧化鈉、氫氧化鈣等）反應，生成氨氣。這是實驗室裡製備氨氣的常用方法之一。由於氨氣密度比空氣低，所以需要用向下排氣法（向上導氣法）來收集氨氣。
{\displaystyle {\ce {NH4Cl + NaOH -> NH3 ^ + NaCl + H2O}}}

## 用途
- 主要用于制造电池、蓄电池、铵盐、鞣革，进行电镀、添加於食物（如咸甘草糖）、照相或生产粘合剂、天气瓶等。

- 度量華氏溫度時，使用冰、水、氯化銨混合的鹽水可以保持在華氏0度，是作為華氏溫度計的主要參考依據。此鹽水在發表華氏溫度時是當時能製做出來最冷的環境。[1]